# Schlacht von White Plains
Lexington und Concord – Boston – Bunker Hill – Long Island – Kips Bay – Harlem Heights – Pell’s Point – Mamaroneck – White Plains – Fort Washington – Iron Works Hill – Trenton – Assunpink Creek – Princeton – Millstone
Die Schlacht von White Plains war eine kriegerische Auseinandersetzung am 28. Oktober 1776 während des Amerikanischen Unabhängigkeitskrieges. Die Armee des britischen Generals William Howe vervollständigte hier mit Unterstützung durch hessische Einheiten ihre Besetzung von New York und seiner Umgebung. George Washington hatte sich mit seinen Leuten auf höheres Gelände beim Dorf White Plains zurückgezogen.
Die Schlacht wird als britischer Sieg gewertet, weil es dem Füsilier-Regiment des hessischen Generals Philipp von Heister gelang, die amerikanische Stellung auszuhebeln. Jedoch ließ Howe die Chance verstreichen, einen größeren Kampf zu erzwingen, der die Armee Washingtons hätte zerstören können. Als Howe die Hochebene genommen hatte, pausierte er, um das Lager und Artilleriestellungen errichten zu lassen. Möglicherweise sind schwere Regenfälle dafür das Motiv, die am Tag der Schlacht herrschten. Nachdem die Amerikaner einige miserable Nächte auf sumpfigen Boden bedroht von britischen Gewehren verbracht hatten, gelang es ihnen, in der Nacht zum 1. November mit ihren Verletzten und Vorräten nordwärts zu entkommen.
In Anbetracht der Truppenstärken waren die Verluste auf beiden Seiten gering. Die Kontinentalarmee zählte circa 300 Tote und Verwundete, als britische Verluste wurden 313 Personen gezählt. Johann Ewald, ein hessischer Offizier und Schlachtteilnehmer, behauptete jedoch, dass Howe auf beiden Seiten Verluste unterschätzte und dass es über 1.000 Getötete und Verwundete gab. Es könnten demnach beide Seiten jeweils etwa 500 Leute verloren haben.